# 新潟市立西内野小学校
新潟市立西内野小学校（にいがたしりつ にしうちのしょうがっこう）は、新潟市西区にある公立小学校。略称は西小（にししょう）。

## 概要
西区内野上新町にある小学校で、1979年に開校した。
校歌は佐藤裕司が作詞し、遠藤実が作曲した。歌は3番まであり、角田山や弥彦山といった越後平野に聳える山や、学校そばに広がる日本海などの地域性を表す語句が含まれている。

## 沿革

### 開校までの経緯
開校のきっかけとなったのは、西区内野山手にある内野小学校の児童増加が関係している。内野小学校は1964年の新潟地震以降、急速に宅地化が進んでいた西新潟砂丘地帯を学区としていたため、児童数も急増していた。分離直前の1976年度は1461人を記録し、市内でも4番目に多いマンモス校となった。マンモス校を解消すべく、1978年に市教育委員会は「第二内野小学校（仮称）」を設けることとした。開校を目前とした1979年1月、隣接する木山小学校区にある中浜団地の住民が、同団地を西内野小学校の学区に編入するよう申し立てた。当初内野小学校の児童を分散させる目的で設置する予定であったが、急遽同団地を学区に加えることとした。同年4月、新潟市立西内野小学校として、内野小学校から550人と木山小学校に通う中浜団地の54人を移籍させて開校した。なお、校舎は建設途中であったため、1学期は内野小学校の校舎を間借りして授業を行った。

### 年表
- 1979年（昭和54年）
  - 4月1日 - 新潟市立西内野小学校として、内野小学校の校舎を借用して開校[7][3]。
  - 8月 - 校舎を落成[3]。
  - 9月 - 入校式を挙行[3]。
  - 12月1日 - 校舎完工式を挙行[8]。
- 1980年（昭和55年）
  - 7月 - プールを落成[3]。
  - 11月 - みどりの丘造園完工式を挙行[3]。
- 1982年（昭和57年）4月 - 希望の鐘（野外チャイム）を設置[3]。
- 1986年（昭和61年）10月 - みどりの丘に植樹[3]。
- 1989年（平成元年）6月 - 特別教室増築工事を実施[3]。
- 1995年（平成07年）9月 - ノーチャイム制を導入[3]。
- 2002年（平成14年）4月 - 教育目標を「心豊かに 学び合う」に改定[3]。
- 2005年（平成17年）8月 - 校長室・教務室・図書室・保健室などに冷暖房設備を設置[3]。
- 2006年（平成18年）2月 - 管理棟トイレを改修[3]。
- 2007年（平成19年）9月 - みどりの丘整備事業を開始[3]。
- 2008年（平成20年）
  - 5月 - パートナーシップ事業を開始[3]。
  - 11月 - 創立30周年記念事業を実施[3]。
- 2009年（平成21年）3月 - 同窓会を発足[3]。
- 2010年（平成22年）2月 - 全教室に地デジテレビを設置[3]。
- 2011年（平成23年）4月 - 特別支援学級を開設[3]。
- 2013年（平成25年）7月 - 第1期校舎大規模改修を実施[3]。
- 2014年（平成26年）
  - 7月 - 第2期校舎大規模改修を実施。
  - 12月 - 優れた「地域による学校教育活動」推進に関わる文部科学大臣賞を受賞[3]。
- 2015年（平成27年）4月 - プレハブ校舎での授業を開始[3]。
- 2016年（平成28年）7月 - 大規模改修内部工事を開始[3]。
- 2017年（平成29年）11月 - 県・市小研家庭科指定研究発表を開催[3]。

## 施設概要
主な施設。
- 校舎（5,941 m2[1]）
  - 鉄筋校舎（5,270 m2） - 1979年竣工の鉄筋コンクリート造4階建て[1]
  - プレハブ校舎
- 屋内運動場（1,026 m2） - 鉄骨造[1]
- プール
- 校庭
- みどりの丘（学校園）

## 学区
- 全域
  - 内野上新町
  - 内野関場
  - 内野西が丘3丁目
  - 五十嵐上崎山
  - 五十嵐中島2丁目 - 5丁目
  - 五十嵐西
  - 新中浜1丁目 - 6丁目
- 一部区域
  - 五十嵐3の町西（6番34号 - 50号、7番、9番）
  - 中権時（756番地 - 777番地、799番地 - 828番地、850番地 - 870番地、882番地 - 913番地、938番地 - 949番地、1021番地、1022番地、2210番地 - 2235番地、2237番地、2240番地 - 2252番地、2255番地、2256番地、2264番地、2265番地、2274番地 - 2280番地、2959番地 - 2968番地）

出典：
このほか、学区外就学認可地域に指定されている内野小学校区の「内野西が丘1丁目と2丁目」の住民は当校への就学が可能である。

## 進学先の中学校
公立中学校の場合。
- 新潟市立内野中学校（西区内野西）[9]

## アクセス

### 鉄道
- 東日本旅客鉄道（JR東日本）越後線 - 内野西が丘駅から徒歩で約22分

### バス
- 「西内野小学校前」バス停（西区住民バス）から徒歩すぐ

## 周辺
- 新潟市西コミュニティセンター
- 新潟市立西幼稚園